# Pont ferroviari

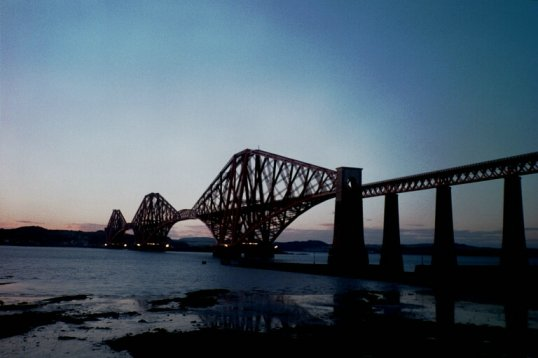
El pont del Forth fou posat en servet el 1890. Amb més de 2,5 km de longitud, creua el mar del Fiord de Forth.

Un pont ferroviari o pont del ferrocarril és un pont construït per suportar una línia de ferrocarril i permetre el pas dels trens. Alguns ponts ferroviaris també poden suportar carrils per a vianants i bicicletes o vies per a vehicles de motor (camions, cotxes). En aquest cas es parla de ponts mixtes (per exemple: Pont de Chaotianmen a la Xina).

## Ponts ferroviaris per regió o país

### Catalunya
- Boixadell (Baix Llobregat, Barcelona)
- Ebre (Baix Ebre, Terres de l'Ebre)
- Fontpedrosa (Conflent, Nord)
- Gisclard (Conflent, Nord)
- Parets del Vallès (Vallès Oriental, Barcelona)[4]
- Porta (Alta Cerdanya, Nord)
- Sant Boi de Llobregat (Baix Llobregat, Barcelona)[4]
- Sant Guim de la Rabassa (Segarra, Ponent)
- Solà (Ripollès, Girona)
- Valleta (Alt Empordà, Girona)

### França
- Viaducte de Saint-Mammès (Sena i Marne, Illa de França)
- Viaducte de Garabit (Cantal, Alvèrnia-Roine-Alps)

### Regne Unit
- Pont del Forth (Edimburg, Escòcia)

### Letònia
- Gauja

### Dinamarca - Suècia
- Pont de l'Øresund

### Estats Units d'Amèrica
- Pont de Hell Gate (Nova York)